# Fabrizio Mori
Fabrizio Mori (Livorno, 28 de junho de 1969) é um antigo atleta italiano, praticante de 400 metros com barreiras. Nesse evento, ganhou a medalha de ouro nos Campeonatos Mundiais de 1999 em Sevilha. O seu recorde pessoal, que é simultaneamnete recorde italiano, é de 47.54 s, conseguido nos Mundiais de 2001, em Edmonton (Canadá), onde foi segundo classificado nos 400 m barreiras.

## Carreira
A sua primeira participação numa final de uma grande competição internacional, acontece em 1996 nos Jogos Olímpicos de Atlanta, onde termina em sexto lugar. Nos Mundiais de Atenas 1997, acaba na quarta posição. a apenas 17 centésimos do pódio ocupado por Stéphane Diagana, Llewellyn Herbert e Bryan Bronson. No ano seguinte, nos Campeonatos Europeus de Budapeste, obtem a sua primeira medalha (de bronze) em grandes eventos internacionais.
É em Sevilha, durante os Campeonatos Mundiais de 1999, que consegue o maior feito da sua carreira, alcançando o título mundial com a marca de 47.72 s. Participa nos Jogos Olímpicos de 2000, em Sydney, onde tem uma prestação mais modesta, acabando em sétimo lugar com um tempo de 48.78 s.  
Nos Mundiais de Edmonton, em 2001, competição onde defende o seu título, termina em segundo atrás do dominicano Félix Sánchez, estabelecendo o seu recorde pessoal e o corrente recorde de Itália. 